# Le Grand Serpent du monde
Pour plus de détails, voir Fiche technique et Distribution.
Le Grand Serpent du monde est un film dramatique québécois réalisé par Yves Dion et sorti en 1999.

## Synopsis
Tom Paradise (Murray Head) est un chauffeur d'autobus de la Société de transport de Montréal qui travaille de nuit et qui interagit avec diverses personnes au travail et à l'extérieur.
Les personnages secondaires comprennent Monsieur Paradise (Gabriel Arcand), un homme solitaire qui souffre de schizophrénie ; la dame au chien (France Labonté), une femme qui transporte son chien partout où elle va ; l'adolescent (Tobie Pelletier), un jeune homme qui prend l'autobus tous les soirs pour descendre au cimetière Notre-Dame-des-Neiges ; Anaïs (Zoé Latraverse), une jeune femme qui a un secret et qui tente de séduire Tom ; et Carmen (Louise Portal), une ancienne compagne de Tom qu'il retrouve.

## Fiche technique
- Titre original : Le Grand Serpent du monde[2],[3]
- Réalisation : Yves Dion
- Scénario : Monique Proulx
- Photographie : Paul Van der Linden (en)
- Montage : Yves Dion, Monique Fortier
- Musique : Gaëtan Gravel, Serge LaForest
- Studio de production : Office national du film du Canada
- Pays de production :  Canada
- Langue originale : français québécois
- Format : couleurs - 16 mm
- Genre : drame
- Durée : 99 minutes
- Dates de sortie :
  - Tchéquie : 5 juillet 1999 (Festival du film de Karlovy Vary)
  - Canada : 17 septembre 1999 (Festival du film de Toronto)

## Distribution
- Murray Head : Tom Paradise
- Zoé Latraverse : Anaïs
- Gabriel Arcand : Monsieur
- Louise Portal : Carmen
- Jean-Pierre Bergeron : Jean LeMaigre
- June Wallack : Anne
- Huguette Oligny : Madame Paradise
- France Labonté : Dame aux chiens
- Elyzabeth Walling : Sarah
- Tobie Pelletier : L'adolescent
- Rodrigue Proteau : Ouvrier
- Jacques Languirand : Monsieur Paradise

## Distinctions
Le film a reçu deux nominations aux prix Génie lors de la 20e édition des prix Génie en 2000, pour le meilleur acteur dans un second rôle (Arcand) et le meilleur scénario original (Monique Proulx). Lors de la 2e édition des prix Jutra, le film a reçu des nominations pour le meilleur acteur dans un second rôle (Jean-Pierre Bergeron), la meilleure actrice dans un second rôle (Portal) et la meilleure musique originale (Gaëtan Gravel et Serge LaForest).